# Термінал ЗПГ Пенуелас
Термінал ЗПГ Пенуелас – об’єкт для прийому та регазифікації зрідженого природного газу на острові Пуерто-Рико.
Виробництво електроенергії на островах Карибського басейну традиційно спиралось на споживання нафтопродуктів. Проте розвиток технологій у галузі зрідженого природного газу надав можливість створювати газові ТЕС і на таких невеликих відокремлених ринках. Для Пуерто-Рико такий проект реалізувала іспанська енергетична компанія Gas Natural Fenosa, яка є головним акціонером (47,5%) як терміналу Пенуелас, так і основного споживача блакитного палива – газової електростанції комбінованого циклу потужністю 263 МВт. Зазначені об`єкти ввели в експлуатацію в 2000 році.
Портове господарство терміналу Пенуелас може приймати газові танкери вантажоємністю до 140000 м3. Для зберігання ЗПГ призначений резервуар об`ємом 160000 м3. Термінал має потужність до 0,96 млрд.м3 на рік.
Певний час Пенуелас був монополістом в сфері ЗПГ, допоки в середині 2010-х не з’явились інші джерела його надходження на острів. Зокрема, компанія Crowley Maritime організувала постачання цього палива у спеціально обладнаних 40-футових контейнерах. А Exelerate Energy здійснює проект створення для Пуерто-Рико плавучого регазифікаційного терміналу.